# Mohammad Hadj Kia Shemshaki
Mohammad Hadj Kia Shemshaki (persisch محمدهادي كياشمشكي; * 1955 in Teheran) ist ein ehemaliger iranischer Skirennläufer.

## Karriere
Kia Shemshaki vertrat den Iran 1974 bei den Weltmeisterschaften in St. Moritz sowie bei den Olympischen Winterspielen in Innsbruck zwei Jahre später. Sein bestes Ergebnis erreichte er bei letzteren Wettkämpfen mit Rang 56 in der Abfahrt.
Dies waren zugleich seine letzten internationalen Wettkämpfe als Skirennläufer.

## Erfolge

### Olympische Winterspiele
- Innsbruck 1976: 56. Abfahrt, DNF Riesenslalom, DSQ Slalom

### Weltmeisterschaften
- St. Moritz 1974: 73. Abfahrt[1], 40. Slalom[2]
- Innsbruck 1976: 56. Abfahrt, DNF Riesenslalom, DSQ Slalom